# 光化县
光化县，中国旧县名。
原湖北省县份，1983年撤销并入老河口市。光化县置于北宋，以光化军而得名，而光化军正以唐昭宗年号“光化”而来。北宋熙宁五年（1072年），改光化军乾德县为“光化县”，废光化军，属襄州，后光化军及光化县均废。元朝复置光化县。明洪武十年（1377年）省入谷城县，十三年（1380年）复置，属襄阳府。清因之。
1914年属襄阳道。1937年置老河口镇，为光化县治。1949年属襄阳专区；1951年以老河口镇置老河口市，1952年撤销，仍为光化县治。1960年均县并入光化县，1962年二县分治，属襄阳专区。1970年属襄阳地区。1979年划老河口镇及近郊置老河口市；1983年撤销光化县，并入老河口市，属襄阳市。